# کوریدوراس راسو
کوریدوراس راسو (Corydoras arcuatus)، یک گونه از ماهیان آب شیرین از خانواده گربه‌ماهیان زره‌دار است.  این گونه محدود به حوضه غربی رود آمازون است، منطقه ای شامل شمال حوضه رودخانه جوروآ میانی، حوضه رودخانه جاوری و نهرهای نزدیک لتیسیا در غرب برزیل، شمال شرقی پرو و جنوب شرقی کلمبیا که فقط جریان‌های کوچک آب سیاه یا زلال در آنها جاری است.  نام این گونه به‌دلیل شباهت ظاهری آن با راسوی آمریکایی، کوریدوراس راسو (skunk corydoras) گذاشته شده است.

## همچنین ببینید
- لیست گونه های ماهی آکواریومی آب شیرین

## مراجع
1. ↑  Tencatt, L.F.C.; Lima, F.C.T.; Britto, M.R. (2019). "Deconstructing an octogenarian misconception reveals the true Corydoras arcuatus Elwin 1938 (Siluriformes: Callichthyidae) and a new Corydoras species from the Amazon basin". Journal of Fish Biology. 95 (2): 453–471. Bibcode:2019JFBio..95..453T. doi:10.1111/jfb.13980. PMID 30968410.